# بينغت يندستروم
بينغت يندستروم (بالسويدية: Bengt Lindström)‏ هو رسام سويدي، ولد في 3 سبتمبر 1925 في السويد، وتوفي بنفس المكان في 29 يناير 2008.